# Alain Detemmerman
Alain Detemmerman (1963) is een Belgische syndicalist. Hij is co-voorzitter van de ABVV-vakcentrale Centrale van de Voeding, Horeca en Diensten (HORVAL).

## Levensloop
Zijn vader was syndicaal afgevaardigde voor de Algemene Centrale bij Dredging International. Hierdoor kwam Alain Detemmerman reeds op jonge leeftijd in contact met het vakbondswerk. Hij is van opleiding gradueerde in boekhouden en volgde daarna een opleiding financieel en administratief management evenals modules sociologie en recht aan de Universiteit Antwerpen. Zijn carrière bij het ABVV begon midden jaren 80 bij de ABVV Jongeren – Werklozenwerking van het ABVV Antwerpen.
Hierna werd hij medewerker op de werkloosheidsdienst van het ABVV te Antwerpen en al snel was hij kantoorverantwoordelijke voor de werkloosheidsdienst in Wijnegem – Zandhoven (18 gemeenten uit de Kempen). In 1989 ging hij aan de slag bij de Algemene Centrale van het ABVV als dossiermedewerker om uiteindelijk in 1993 als secretaris te Antwerpen de belangen van de werknemers uit de voedingscentrale te verdedigen. In 2003 werd hij verantwoordelijk voor de afdeling als gewestelijk secretaris. Sinds 2005 is hij federaal secretaris en in 2011 benoemd tot co-voorzitter van HORVAL en verantwoordelijk voor de Horeca, Toeristische Attracties, Groene Sectoren (landbouw, tuinbouw, tuinaanleg en technische land- en tuinbouw (loonwerk) en het Aanvullend paritair comité voor de werklieden.
Detemmerman werd bekend door het akkoord van de inhaalbeweging in de horecasector. Dit akkoord werd gesloten in 2007 om de laagste lonen naar boven te halen en stuitte op veel verzet van de BEMORA-groep (= fastfoodketens). Hierbij ontstonden er onaangekondigde stakingen. Elke dag werd er in elk gewest, één vestiging van de groep BEMORA uitgekozen door HORVAL om actie te gaan voeren en de bezoekers te sensibiliseren.